# Interlands Duits voetbalelftal 1930-1939
Deze pagina toont een chronologisch en gedetailleerd overzicht van de interlands die het Duits voetbalelftal heeft gespeeld in de periode 1930 – 1939.

## Interlands

### 1930
|                                                                     |           |                                           |        |                                                                                      |
| 2 maart Vriendschappelijk № 75 «onderlinge duels» 15:00 uur (UTC+1) | Duitsland | 0 – 2                                     | Italië | Waldstadion, Frankfurt am Main Toeschouwers: 46.000 Scheidsrechter: Paul Ruoff (SUI) |
| 2 maart Vriendschappelijk № 75 «onderlinge duels» 15:00 uur (UTC+1) |           | 53' Adolfo Baloncieri 75' Giuseppe Meazza |        | Waldstadion, Frankfurt am Main Toeschouwers: 46.000 Scheidsrechter: Paul Ruoff (SUI) |

|                                                                   |             |                                                     |           |                                                                          |
| 4 mei Vriendschappelijk № 76 «onderlinge duels» 15:00 uur (UTC+1) | Zwitserland | 0 – 5                                               | Duitsland | Hardturm, Zürich Toeschouwers: 25.000 Scheidsrechter: Stanley Rous (ENG) |
| 4 mei Vriendschappelijk № 76 «onderlinge duels» 15:00 uur (UTC+1) |             | 8', 40' Richard Hofmann 38', 41', 76' Ernst Kuzorra |           | Hardturm, Zürich Toeschouwers: 25.000 Scheidsrechter: Stanley Rous (ENG) |

|                                                                    |                               |       |                                     |                                                                                   |
| 10 mei Vriendschappelijk № 77 «onderlinge duels» 17:30 uur (UTC+1) | Duitsland                     | 3 – 3 | Engeland                            | Deutsches Stadion, Berlijn Toeschouwers: 50.000 Scheidsrechter: Job Mutters (NED) |
| 10 mei Vriendschappelijk № 77 «onderlinge duels» 17:30 uur (UTC+1) | Richard Hofmann 21', 49', 60' |       | 8', 31' Joe Bradford 78' David Jack | Deutsches Stadion, Berlijn Toeschouwers: 50.000 Scheidsrechter: Job Mutters (NED) |

|                                                                         |                                                                                                |       |                                                     |                                                                                          |
| 7 september Vriendschappelijk № 78 «onderlinge duels» 15:30 uur (UTC+1) | Denemarken                                                                                     | 6 – 3 | Duitsland                                           | Københavns Idrætspark, Kopenhagen Toeschouwers: 21.000 Scheidsrechter: Carl Olsson (SWE) |
| 7 september Vriendschappelijk № 78 «onderlinge duels» 15:30 uur (UTC+1) | Eyolf Kleven 1' Pauli Jørgensen 13', 58', 90' Ernst Nilsson 30' Knud Christophersen 55' (pen.) |       | 25' Richard Hofmann 37' Willi Kund 68' Karl Hohmann | Københavns Idrætspark, Kopenhagen Toeschouwers: 21.000 Scheidsrechter: Carl Olsson (SWE) |

|                                                                          |                                                                                       |       |                             |                                                                                             |
| 28 september Vriendschappelijk № 79 «onderlinge duels» 15:00 uur (UTC+1) | Duitsland                                                                             | 5 – 3 | Hongarije                   | Stadion am Ostragehege, Dresden Toeschouwers: 41.500 Scheidsrechter: Lauritz Andersen (DEN) |
| 28 september Vriendschappelijk № 79 «onderlinge duels» 15:00 uur (UTC+1) | Richard Hofmann 59', 86' Ludwig Hofmann 61', 86' Hannes Ludwig 73' Ludwig Lachner 78' |       | 29', 35', 40' József Takács | Stadion am Ostragehege, Dresden Toeschouwers: 41.500 Scheidsrechter: Lauritz Andersen (DEN) |

|                                                                        |                   |       |                |                                                                                                  |
| 2 november Vriendschappelijk № 80 «onderlinge duels» 14:30 uur (UTC+1) | Duitsland         | 1 – 1 | Noorwegen      | Schlesierkampfbahn im Sportpark, Breslau Toeschouwers: 41.000 Scheidsrechter: Hans Boekman (NED) |
| 2 november Vriendschappelijk № 80 «onderlinge duels» 14:30 uur (UTC+1) | Richard Hanke 55' |       | 72' Alf Nilsen | Schlesierkampfbahn im Sportpark, Breslau Toeschouwers: 41.000 Scheidsrechter: Hans Boekman (NED) |

### 1931
|                                                                    |                                |       |           |                                                                                              |
| 15 maart Vriendschappelijk № 81 «onderlinge duels» 15:00 uur (UTC) | Frankrijk                      | 1 – 0 | Duitsland | Stade olympique Yves-du-Manoir, Colombes Toeschouwers: 40.076 Scheidsrechter: Tom Crew (ENG) |
| 15 maart Vriendschappelijk № 81 «onderlinge duels» 15:00 uur (UTC) | Reinhold Münzenberg 14' (e.d.) |       |           | Stade olympique Yves-du-Manoir, Colombes Toeschouwers: 40.076 Scheidsrechter: Tom Crew (ENG) |

|                                                                         |             |       |                    |                                                                                        |
| 26 april Vriendschappelijk № 82 «onderlinge duels» 14:30 uur (UTC+0:20) | Nederland   | 1 – 1 | Duitsland          | Olympisch Stadion, Amsterdam Toeschouwers: 32.000 Scheidsrechter: Axel Bergqvist (SWE) |
| 26 april Vriendschappelijk № 82 «onderlinge duels» 14:30 uur (UTC+0:20) | Wim Tap 22' |       | 49' Karl Schlösser | Olympisch Stadion, Amsterdam Toeschouwers: 32.000 Scheidsrechter: Axel Bergqvist (SWE) |

|                                                                    |           |                                                                              |            |                                                                                  |
| 24 mei Vriendschappelijk № 83 «onderlinge duels» 16:30 uur (UTC+1) | Duitsland | 0 – 6                                                                        | Oostenrijk | Grunewaldstadion, Berlijn Toeschouwers: 40.000 Scheidsrechter: Otto Olsson (SWE) |
| 24 mei Vriendschappelijk № 83 «onderlinge duels» 16:30 uur (UTC+1) |           | 6', 32', 70' Toni Schall 27' Adolf Vogl 65' Karl Zischek 88' Fritz Gschweidl |            | Grunewaldstadion, Berlijn Toeschouwers: 40.000 Scheidsrechter: Otto Olsson (SWE) |

|                                                                     |           |       |        |                                                                                       |
| 17 juni Vriendschappelijk № 84 «onderlinge duels» 19:15 uur (UTC+1) | Duitsland | 0 – 0 | Zweden | Olympisch Stadion, Stockholm Toeschouwers: 16.000 Scheidsrechter: John Langenus (BEL) |
| 17 juni Vriendschappelijk № 84 «onderlinge duels» 19:15 uur (UTC+1) |           |       |        | Olympisch Stadion, Stockholm Toeschouwers: 16.000 Scheidsrechter: John Langenus (BEL) |

|                                                                     |                   |       |                                     |                                                                              |
| 21 juni Vriendschappelijk № 85 «onderlinge duels» 19:00 uur (UTC+1) | Noorwegen         | 2 – 2 | Duitsland                           | Ullevaalstadion, Oslo Toeschouwers: 17.000 Scheidsrechter: Ivan Eklind (SWE) |
| 21 juni Vriendschappelijk № 85 «onderlinge duels» 19:00 uur (UTC+1) | Sten Moe 25', 61' |       | 1' osef Bergmaier 60' Hannes Ludwig | Ullevaalstadion, Oslo Toeschouwers: 17.000 Scheidsrechter: Ivan Eklind (SWE) |

|                                                                          |                                                                      |       |           |                                                                             |
| 13 september Vriendschappelijk № 86 «onderlinge duels» 16:00 uur (UTC+1) | Oostenrijk                                                           | 5 – 0 | Duitsland | Praterstadion, Wenen Toeschouwers: 50.000 Scheidsrechter: Otto Olsson (SWE) |
| 13 september Vriendschappelijk № 86 «onderlinge duels» 16:00 uur (UTC+1) | Matthias Sindelar 2', 69', 76' Toni Schall 41' Matthias Sindelar 76' |       |           | Praterstadion, Wenen Toeschouwers: 50.000 Scheidsrechter: Otto Olsson (SWE) |

|                                                                          |                                                 |       |                                      |                                                                                             |
| 27 september Vriendschappelijk № 87 «onderlinge duels» 15:30 uur (UTC+1) | Duitsland                                       | 4 – 2 | Denemarken                           | Stadion der Stadt Hannover, Hannover Toeschouwers: 30.000 Scheidsrechter: Adolf Miesz (AUT) |
| 27 september Vriendschappelijk № 87 «onderlinge duels» 15:30 uur (UTC+1) | Ernst Kuzorra 19' Richard Hofmann 41', 45', 78' |       | 3' Ernst Nilsson 31' Pauli Jørgensen | Stadion der Stadt Hannover, Hannover Toeschouwers: 30.000 Scheidsrechter: Adolf Miesz (AUT) |

### 1932
|                                                                     |                                 |       |             |                                                                                        |
| 6 maart Vriendschappelijk № 88 «onderlinge duels» 15:00 uur (UTC+1) | Duitsland                       | 2 – 0 | Zwitserland | Probstheidaer Stadion, Leipzig Toeschouwers: 50.000 Scheidsrechter: Hans Boekman (NED) |
| 6 maart Vriendschappelijk № 88 «onderlinge duels» 15:00 uur (UTC+1) | Richard Hofmann 40' (pen.), 83' |       |             | Probstheidaer Stadion, Leipzig Toeschouwers: 50.000 Scheidsrechter: Hans Boekman (NED) |

|                                                                    |                   |       |                                             |                                                                                            |
| 1 juli Vriendschappelijk № 89 «onderlinge duels» 19:00 uur (UTC+2) | Finland           | 1 – 4 | Duitsland                                   | Töölön Pallokenttä, Helsinki Toeschouwers: 3.917 Scheidsrechter: John Erik Andersson (SWE) |
| 1 juli Vriendschappelijk № 89 «onderlinge duels» 19:00 uur (UTC+2) | Gunnar Åström 14' |       | 7', 80', 81' Richard Hofmann 77' Willi Rutz | Töölön Pallokenttä, Helsinki Toeschouwers: 3.917 Scheidsrechter: John Erik Andersson (SWE) |

|                                                                          |                                                              |       |                                                    |                                                                                               |
| 25 september Vriendschappelijk № 90 «onderlinge duels» 15:30 uur (UTC+1) | Duitsland                                                    | 4 – 3 | Zweden                                             | Städtisches Stadion, Neurenberg Toeschouwers: 30.000 Scheidsrechter: Rinaldo Barlassina (ITA) |
| 25 september Vriendschappelijk № 90 «onderlinge duels» 15:30 uur (UTC+1) | Oskar Rohr 10', 64' Stanislaus Kobierski 17' Franz Krumm 41' |       | 22' Harry Lundahl 47' Einar Kempe 78' Erik Persson | Städtisches Stadion, Neurenberg Toeschouwers: 30.000 Scheidsrechter: Rinaldo Barlassina (ITA) |

|                                                                        |                                  |       |                   |                                                                                              |
| 30 oktober Vriendschappelijk № 91 «onderlinge duels» 14:00 uur (UTC+1) | Hongarije                        | 2 – 1 | Duitsland         | Hungária körúti stadion, Boedapest Toeschouwers: 15.000 Scheidsrechter: Albino Carraro (ITA) |
| 30 oktober Vriendschappelijk № 91 «onderlinge duels» 14:00 uur (UTC+1) | Károly Déri 11' József Turay 80' |       | 71' Richard Malik | Hungária körúti stadion, Boedapest Toeschouwers: 15.000 Scheidsrechter: Albino Carraro (ITA) |

|                                                                        |           |                   |           |                                                                                 |
| 4 december Vriendschappelijk № 92 «onderlinge duels» 14:00 uur (UTC+1) | Duitsland | 0 – 2             | Nederland | Rheinstadion, Düsseldorf Toeschouwers: 49.000 Scheidsrechter: Otto Olsson (SWE) |
| 4 december Vriendschappelijk № 92 «onderlinge duels» 14:00 uur (UTC+1) |           | 34', 39' Law Adam |           | Rheinstadion, Düsseldorf Toeschouwers: 49.000 Scheidsrechter: Otto Olsson (SWE) |

### 1933
|                                                                       |                                                                 |       |               |                                                                                        |
| 1 januari Vriendschappelijk № 93 «onderlinge duels» 14:30 uur (UTC+1) | Italië                                                          | 3 – 1 | Duitsland     | Stadio Renato Dall'Ara, Bologna Toeschouwers: 30.000 Scheidsrechter: Louis Baert (BEL) |
| 1 januari Vriendschappelijk № 93 «onderlinge duels» 14:30 uur (UTC+1) | Giuseppe Meazza 24' Raffaele Costantino 27' Angelo Schiavio 58' |       | 4' Oskar Rohr | Stadio Renato Dall'Ara, Bologna Toeschouwers: 30.000 Scheidsrechter: Louis Baert (BEL) |

|                                                                      |                                        |       |                                    |                                                                                |
| 19 maart Vriendschappelijk № 94 «onderlinge duels» 15:15 uur (UTC+1) | Duitsland                              | 3 – 3 | Frankrijk                          | Deutsches Stadion, Berlijn Toeschouwers: 45.000 Scheidsrechter: Tom Crew (ENG) |
| 19 maart Vriendschappelijk № 94 «onderlinge duels» 15:15 uur (UTC+1) | Oskar Rohr 28', 45' Ludwig Lachner 65' |       | 22' Roger Rio 81', 83' René Gérard | Deutsches Stadion, Berlijn Toeschouwers: 45.000 Scheidsrechter: Tom Crew (ENG) |

|                                                                        | |       |                   |                                                                                   |
| 22 oktober Vriendschappelijk № 94 «onderlinge duels» 15:00 uur (UTC+1) | Duitsland | 8 – 1 | België            | Deutsches Stadion, Berlijn Toeschouwers: 35.000 Scheidsrechter: Otto Olsson (SWE) |
| 22 oktober Vriendschappelijk № 94 «onderlinge duels» 15:00 uur (UTC+1) | Josef Rasselnberg 20' Karl Hohmann 29', 49', 72' Willi Wigold 47', 56' Ernst Albrecht 54' Stanislaus Kobierski 87' |       | 89' Robert Lamoot | Deutsches Stadion, Berlijn Toeschouwers: 35.000 Scheidsrechter: Otto Olsson (SWE) |

|                                                                        |                                    |       |                                    | |
| 5 november Vriendschappelijk № 96 «onderlinge duels» 14:30 uur (UTC+1) | Duitsland                          | 2 – 2 | Noorwegen                          | Sportplatz am Gübser Damm, Maagdenburg Toeschouwers: 40.000 Scheidsrechter: Joop van Moorsel (NED) |
| 5 november Vriendschappelijk № 96 «onderlinge duels» 14:30 uur (UTC+1) | Ernst Albrecht 8' Karl Hohmann 33' |       | 63' Arthur Kvammen 68' Jørgen Juve | Sportplatz am Gübser Damm, Maagdenburg Toeschouwers: 40.000 Scheidsrechter: Joop van Moorsel (NED) |

|                                                                         |             |                                    |           |                                                                                |
| 19 november Vriendschappelijk № 97 «onderlinge duels» 14:30 uur (UTC+1) | Zwitserland | 0 – 2                              | Duitsland | Hardturm, Zürich Toeschouwers: 25.000 Scheidsrechter: Rinaldo Barlassina (ITA) |
| 19 november Vriendschappelijk № 97 «onderlinge duels» 14:30 uur (UTC+1) |             | 72' Karl Hohmann 85' Pipin Lachner |           | Hardturm, Zürich Toeschouwers: 25.000 Scheidsrechter: Rinaldo Barlassina (ITA) |

|                                                                        |                       |       |       |                                                                             |
| 3 december Vriendschappelijk № 98 «onderlinge duels» 14:00 uur (UTC+1) | Duitsland             | 1 – 0 | Polen | Poststadion, Berlijn Toeschouwers: 40.000 Scheidsrechter: Otto Olsson (SWE) |
| 3 december Vriendschappelijk № 98 «onderlinge duels» 14:00 uur (UTC+1) | Josef Rasselnberg 89' |       |       | Poststadion, Berlijn Toeschouwers: 40.000 Scheidsrechter: Otto Olsson (SWE) |

### 1934
|                                                                        |            |       |                                                                             |                                                                                   |
| 11 maart WK 1934 kwalificatie № 100 «onderlinge duels» 16:00 uur (UTC) | Luxemburg  | 1 – 9 | Duitsland                                                                   | Stade Municipal, Luxemburg Toeschouwers: 16.000 Scheidsrechter: Jan De Wolf (NED) |
| 11 maart WK 1934 kwalificatie № 100 «onderlinge duels» 16:00 uur (UTC) | Mengel 27' |       | 2', 35', 57', 89' Rasselnberg 12' Wigold 24' Albrecht 30', 52', 53' Hohmann | Stade Municipal, Luxemburg Toeschouwers: 16.000 Scheidsrechter: Jan De Wolf (NED) |

|                                                                          |                           |       |                                                                       | |
| 27 maart WK 1934 kwalificatie № 101 «onderlinge duels» 16:00 uur (UTC+1) | België                    | 2 – 5 | Duitsland                                                             | gemeentelijk stadion Giovanni Berta, Florence Toeschouwers: 5.000 Scheidsrechter: Francesco Mattea (ITA) |
| 27 maart WK 1934 kwalificatie № 101 «onderlinge duels» 16:00 uur (UTC+1) | Bernard Voorhoof 31', 44' |       | 27' Stanislaus Kobierski 47' Otto Siffling 65', 70', 89' Edmund Conen | gemeentelijk stadion Giovanni Berta, Florence Toeschouwers: 5.000 Scheidsrechter: Francesco Mattea (ITA) |

| Wereldkampioenschap voetbal 1934 |
| -------------------------------- |

|                                                                          |                       |       |                  |                                                                               |
| 31 mei WK 1934 Achtste finale № 102 «onderlinge duels» 16:30 uur (UTC+1) | Duitsland             | 2 – 1 | Zweden           | San Siro, Milaan Toeschouwers: 3.000 Scheidsrechter: Rinaldo Barlassina (ITA) |
| 31 mei WK 1934 Achtste finale № 102 «onderlinge duels» 16:30 uur (UTC+1) | Karl Hohmann 60', 63' |       | 82' Gösta Dunker | San Siro, Milaan Toeschouwers: 3.000 Scheidsrechter: Rinaldo Barlassina (ITA) |

|                                                                       |                               |       |                  |                                                                                         |
| 3 juni WK 1934 Kwartfinale № 103 «onderlinge duels» 16:30 uur (UTC+1) | Tsjecho-Slowakije             | 3 – 1 | Duitsland        | Stadio Nazionale PNF, Rome Toeschouwers: 8.000 Scheidsrechter: Rinaldo Barlassina (ITA) |
| 3 juni WK 1934 Kwartfinale № 103 «onderlinge duels» 16:30 uur (UTC+1) | Oldřich Nejedlý 21', 75', 81' |       | 63' Rudolf Noack | Stadio Nazionale PNF, Rome Toeschouwers: 8.000 Scheidsrechter: Rinaldo Barlassina (ITA) |

|                                                                        |                                   |       |                                                   |                                                                                           |
| 7 juni WK 1934 Halve finale № 104 «onderlinge duels» 18:00 uur (UTC+1) | Oostenrijk                        | 2 – 3 | Duitsland                                         | Stadio Giorgio Ascarelli, Napels Toeschouwers: 7.000 Scheidsrechter: Albino Carraro (ITA) |
| 7 juni WK 1934 Halve finale № 104 «onderlinge duels» 18:00 uur (UTC+1) | Johann Horvath 30' Karl Sesta 55' |       | 1' Ernst Lehner 29' Edmund Conen 42' Ernst Lehner | Stadio Giorgio Ascarelli, Napels Toeschouwers: 7.000 Scheidsrechter: Albino Carraro (ITA) |

|  |  |  |  |  |  |  |  |  |

|                                                                          |                                         |       |                                                                                  |                                                                                          |
| 9 september Vriendschappelijk № 105 «onderlinge duels» 16:00 uur (UTC+1) | Polen                                   | 2 – 5 | Duitsland                                                                        | Wojska Polskiegostadion, Warschau Toeschouwers: 33.000 Scheidsrechter: Otto Olsson (SWE) |
| 9 september Vriendschappelijk № 105 «onderlinge duels» 16:00 uur (UTC+1) | Ernest Wilimowski 28' Karol Pazurek 55' |       | 15', 80' (pen.) Ernst Lehner 77' Karl Hohmann 78' Otto Siffling 83' Fritz Szepan | Wojska Polskiegostadion, Warschau Toeschouwers: 33.000 Scheidsrechter: Otto Olsson (SWE) |

|                                                                        |                                     |       |                                             |                                                                                               |
| 7 oktober Vriendschappelijk № 106 «onderlinge duels» 13:30 uur (UTC+1) | Denemarken                          | 2 – 5 | Duitsland                                   | Københavns Idrætspark, Kopenhagen Toeschouwers: 30.000 Scheidsrechter: Ragnar Bäckström (SWE) |
| 7 oktober Vriendschappelijk № 106 «onderlinge duels» 13:30 uur (UTC+1) | Carl Lundsteen 55' Karl Hohmann 86' |       | 45', 60', 88' Josef Fath 63' Otto Rohwedder | Københavns Idrætspark, Kopenhagen Toeschouwers: 30.000 Scheidsrechter: Ragnar Bäckström (SWE) |

### 1935
|                                                                         |                                             |       |             |                                                                                              |
| 27 januari Vriendschappelijk № 130 «onderlinge duels» 14:00 uur (UTC+1) | Duitsland                                   | 4 – 0 | Zwitserland | Adolf-Hitler-Kampfbahn, Stuttgart Toeschouwers: 60.000 Scheidsrechter: Lucien Leclercq (FRA) |
| 27 januari Vriendschappelijk № 130 «onderlinge duels» 14:00 uur (UTC+1) | Edmund Conen 29', 42', 50' Ernst Lehner 73' |       |             | Adolf-Hitler-Kampfbahn, Stuttgart Toeschouwers: 60.000 Scheidsrechter: Lucien Leclercq (FRA) |

|                                                                             |                                |       |                                                          |                                                                                     |
| 17 februari Vriendschappelijk № 108 «onderlinge duels» 14:30 uur (UTC+0:20) | Nederland                      | 2 – 3 | Duitsland                                                | Olympisch Stadion, Amsterdam Toeschouwers: 38.000 Scheidsrechter: Carl Olsson (SWE) |
| 17 februari Vriendschappelijk № 108 «onderlinge duels» 14:30 uur (UTC+0:20) | Beb Bakhuijs 50' Kick Smit 22' |       | 2' Edmund Conen 9' Stanislaus Kobierski 83' Karl Hohmann | Olympisch Stadion, Amsterdam Toeschouwers: 38.000 Scheidsrechter: Carl Olsson (SWE) |

|                                                                     |                   |       |                                                            |                                                                                 |
| 17 maart Vriendschappelijk № 109 «onderlinge duels» 15:00 uur (UTC) | Frankrijk         | 1 – 3 | Duitsland                                                  | Parc des Princes, Parijs Toeschouwers: 38.483 Scheidsrechter: Louis Baert (BEL) |
| 17 maart Vriendschappelijk № 109 «onderlinge duels» 15:00 uur (UTC) | Pierre Duhart 59' |       | 36' Ernst Lehner 51' Stanislaus Kobierski 88' Karl Hohmann | Parc des Princes, Parijs Toeschouwers: 38.483 Scheidsrechter: Louis Baert (BEL) |

|                                                                       |                   |       |                                                                   |                                                                                   |
| 28 april Vriendschappelijk № 110 «onderlinge duels» 15:00 uur (UTC+1) | België            | 1 – 6 | Duitsland                                                         | Jubelstadion, Brussel Toeschouwers: 35.000 Scheidsrechter: Joop van Moorsel (NED) |
| 28 april Vriendschappelijk № 110 «onderlinge duels» 15:00 uur (UTC+1) | Rik Isemborghs 1' |       | 2', 75' Josef Fath 32', 67' August Lenz 72', 85' Ludwig Damminger | Jubelstadion, Brussel Toeschouwers: 35.000 Scheidsrechter: Joop van Moorsel (NED) |

|                                                                    |                                            |       |                 |                                                                                     |
| 8 mei Vriendschappelijk № 111 «onderlinge duels» 18:00 uur (UTC+1) | Duitsland                                  | 3 – 1 | Ierse Vrijstaat | Stadion Rote Erde, Dortmund Toeschouwers: 35.000 Scheidsrechter: Gustav Krist (TCH) |
| 8 mei Vriendschappelijk № 111 «onderlinge duels» 18:00 uur (UTC+1) | Ludwig Damminger 31', 47' Ernst Lehner 88' |       | 19' Plev Ellis  | Stadion Rote Erde, Dortmund Toeschouwers: 35.000 Scheidsrechter: Gustav Krist (TCH) |

|                                                                     |                  |       |                         |                                                                                        |
| 12 mei Vriendschappelijk № 112 «onderlinge duels» 15:00 uur (UTC+1) | Duitsland        | 1 – 2 | Spanje                  | Müngersdorfer Stadion, Keulen Toeschouwers: 74.000 Scheidsrechter: John Langenus (BEL) |
| 12 mei Vriendschappelijk № 112 «onderlinge duels» 15:00 uur (UTC+1) | Edmund Conen 11' |       | 29', 45' Isidro Lángara | Müngersdorfer Stadion, Keulen Toeschouwers: 74.000 Scheidsrechter: John Langenus (BEL) |

|                                                                     |                      |       |                   |                                                                                          |
| 26 mei Vriendschappelijk № 113 «onderlinge duels» 16:00 uur (UTC+1) | Duitsland            | 2 – 1 | Tsjecho-Slowakije | Stadion am Ostragehege, Dresden Toeschouwers: 61.000 Scheidsrechter: John Langenus (BEL) |
| 26 mei Vriendschappelijk № 113 «onderlinge duels» 16:00 uur (UTC+1) | August Lenz 12', 53' |       | 51' Václav Hruška | Stadion am Ostragehege, Dresden Toeschouwers: 61.000 Scheidsrechter: John Langenus (BEL) |

|                                                                      |                 |       |              |                                                                                 |
| 27 juni Vriendschappelijk № 114 «onderlinge duels» 19:30 uur (UTC+1) | Noorwegen       | 1 – 1 | Duitsland    | Ullevaalstadion, Oslo Toeschouwers: 22.000 Scheidsrechter: Sölve Flisberg (SWE) |
| 27 juni Vriendschappelijk № 114 «onderlinge duels» 19:30 uur (UTC+1) | August Lenz 56' |       | 64' Odd Hoel | Ullevaalstadion, Oslo Toeschouwers: 22.000 Scheidsrechter: Sölve Flisberg (SWE) |

|                                                                      |                                        |       |                    |                                                                                      |
| 30 juni Vriendschappelijk № 115 «onderlinge duels» 19:00 uur (UTC+1) | Zweden                                 | 3 – 1 | Duitsland          | Olympisch Stadion, Stockholm Toeschouwers: 20.000 Scheidsrechter: Einer Ulrich (DEN) |
| 30 juni Vriendschappelijk № 115 «onderlinge duels» 19:00 uur (UTC+1) | Åke Hallman 30', 50' Sven Jonasson 59' |       | 68' Otto Rohwedder | Olympisch Stadion, Stockholm Toeschouwers: 20.000 Scheidsrechter: Einer Ulrich (DEN) |

|                                                                          |                                                      |       |         |                                                                                           |
| 18 augustus Vriendschappelijk № 116 «onderlinge duels» 16:00 uur (UTC+1) | Duitsland                                            | 6 – 0 | Finland | Heinrich-Zisch-Stadion, München Toeschouwers: 35.000 Scheidsrechter: Bruno Pfützner (TCH) |
| 18 augustus Vriendschappelijk № 116 «onderlinge duels» 16:00 uur (UTC+1) | Ernst Lehner 3', 30', 56' Edmund Conen 43', 46', 75' |       |         | Heinrich-Zisch-Stadion, München Toeschouwers: 35.000 Scheidsrechter: Bruno Pfützner (TCH) |

|                                                                          |           |                    |           |                                                                                   |
| 18 augustus Vriendschappelijk № 117 «onderlinge duels» 16:00 uur (UTC+1) | Luxemburg | 0 – 1              | Duitsland | Stade Municipal, Luxemburg Toeschouwers: 16.000 Scheidsrechter: Louis Baert (BEL) |
| 18 augustus Vriendschappelijk № 117 «onderlinge duels» 16:00 uur (UTC+1) |           | 43' Walter Günther |           | Stade Municipal, Luxemburg Toeschouwers: 16.000 Scheidsrechter: Louis Baert (BEL) |

|                                                                          |                                                                                |       |                       |                                                                                              |
| 25 augustus Vriendschappelijk № 118 «onderlinge duels» 16:00 uur (UTC+1) | Duitsland                                                                      | 4 – 2 | Roemenië              | Mitteldeutsche Kampfbahn, Erfurt Toeschouwers: 35.000 Scheidsrechter: Joop van Moorsel (NED) |
| 25 augustus Vriendschappelijk № 118 «onderlinge duels» 16:00 uur (UTC+1) | Josef Rasselnberg 1' August Lenz 72' Wilhelm Simetsreiter 78' Karl Hohmann 80' |       | 15', 77' Petea Vâlcov | Mitteldeutsche Kampfbahn, Erfurt Toeschouwers: 35.000 Scheidsrechter: Joop van Moorsel (NED) |

|                                                                           |                  |       |       |                                                                                       |
| 15 september Vriendschappelijk № 119 «onderlinge duels» 16:00 uur (UTC+1) | Duitsland        | 1 – 0 | Polen | Hermann Göringstadion, Wrocław Toeschouwers: 35.000 Scheidsrechter: Otto Olsson (SWE) |
| 15 september Vriendschappelijk № 119 «onderlinge duels» 16:00 uur (UTC+1) | Edmund Conen 34' |       |       | Hermann Göringstadion, Wrocław Toeschouwers: 35.000 Scheidsrechter: Otto Olsson (SWE) |

|                                                                           | |       |         |                                                                                       |
| 15 september Vriendschappelijk № 120 «onderlinge duels» 16:00 uur (UTC+1) | Duitsland | 5 – 0 | Estland | Stettiner SC Platz, Stettin Toeschouwers: 17.000 Scheidsrechter: Erik Malmström (SWE) |
| 15 september Vriendschappelijk № 120 «onderlinge duels» 16:00 uur (UTC+1) | Edmund Malecki 3' Wilhelm Simetsreiter 33' Josef Rasselnberg 46' Wilhelm Simetsreiter 65' Ludwig Damminger 81' |       |         | Stettiner SC Platz, Stettin Toeschouwers: 17.000 Scheidsrechter: Erik Malmström (SWE) |

|                                                                         |                                                      |       |         |                                                                                                  |
| 13 oktober Vriendschappelijk № 121 «onderlinge duels» 14:30 uur (UTC+1) | Duitsland                                            | 3 – 0 | Letland | Horst Wessel Stadion, Koningsbergen Toeschouwers: 12.000 Scheidsrechter: Andrzej Rutkowski (POL) |
| 13 oktober Vriendschappelijk № 121 «onderlinge duels» 14:30 uur (UTC+1) | August Lenz 7' Herbert Panse 59' Kurt Langenbein 63' |       |         | Horst Wessel Stadion, Koningsbergen Toeschouwers: 12.000 Scheidsrechter: Andrzej Rutkowski (POL) |

|                                                       |                                                                   |       |                                    |                                                                                            |
| 20 oktober Vriendschappelijk № 122 «onderlinge duels» | Duitsland                                                         | 4 – 2 | Bulgarije                          | Probstheidaer Stadion, Leipzig Toeschouwers: 29.000 Scheidsrechter: Mihály Iváncsics (HUN) |
| 20 oktober Vriendschappelijk № 122 «onderlinge duels» | Wilhelm Simetsreiter 29', 68' Ernst Lehner 30' Ernst Poertgen 73' |       | 53' Asen Peshev 63' Krum Stoichkov | Probstheidaer Stadion, Leipzig Toeschouwers: 29.000 Scheidsrechter: Mihály Iváncsics (HUN) |

|                                                                       |                                          |       |           |                                                                                |
| 4 december Vriendschappelijk № 123 «onderlinge duels» 14:30 uur (UTC) | Engeland                                 | 3 – 0 | Duitsland | White Hart Lane, Londen Toeschouwers: 54.164 Scheidsrechter: Otto Olsson (SWE) |
| 4 december Vriendschappelijk № 123 «onderlinge duels» 14:30 uur (UTC) | George Camsell 35', 65' Cliff Bastin 68' |       |           | White Hart Lane, Londen Toeschouwers: 54.164 Scheidsrechter: Otto Olsson (SWE) |

### 1936
|                                                                        |                   |       |                     |                                                                                         |
| 23 februari Vriendschappelijk № 124 «onderlinge duels» 16:00 uur (UTC) | Spanje            | 1 – 2 | Duitsland           | Estadio de Montjuic, Barcelona Toeschouwers: 40.000 Scheidsrechter: John Langenus (BEL) |
| 23 februari Vriendschappelijk № 124 «onderlinge duels» 16:00 uur (UTC) | Luis Regueiro 34' |       | 15', 68' Josef Fath | Estadio de Montjuic, Barcelona Toeschouwers: 40.000 Scheidsrechter: John Langenus (BEL) |

|                                                                        |                 |       |                                                       |                                                                                       |
| 27 februari Vriendschappelijk № 125 «onderlinge duels» 16:30 uur (UTC) | Portugal        | 1 – 3 | Duitsland                                             | Estádio do Lumiar, Lissabon Toeschouwers: 25.000 Scheidsrechter: Pedro Escartín (ESP) |
| 27 februari Vriendschappelijk № 125 «onderlinge duels» 16:30 uur (UTC) | Vítor Silva 64' |       | 20' Karl Hohmann 48' Albin Kitzinger 52' Ernst Lehner | Estádio do Lumiar, Lissabon Toeschouwers: 25.000 Scheidsrechter: Pedro Escartín (ESP) |

|                                                                       |                                                  |       |                                 |                                                                                            |
| 15 maart Vriendschappelijk № 126 «onderlinge duels» 15:30 uur (UTC+1) | Hongarije                                        | 3 – 2 | Duitsland                       | Hungária körúti stadion, Boedapest Toeschouwers: 35.000 Scheidsrechter: Gustav Krist (TCH) |
| 15 maart Vriendschappelijk № 126 «onderlinge duels» 15:30 uur (UTC+1) | Pál Titkos 14' László Cseh 53' György Sárosi 83' |       | 32' Adolf Urban 48' August Lenz | Hungária körúti stadion, Boedapest Toeschouwers: 35.000 Scheidsrechter: Gustav Krist (TCH) |

| Olympische Spelen 1936 |
| ---------------------- |

|                                                                                        | |       |           |                                                                             |
| 4 augustus Olympische Spelen Achtste finale № 127 «onderlinge duels» 17:30 uur (UTC+1) | Duitsland                                                                                           | 9 – 0 | Luxemburg | Poststadion, Berlijn Toeschouwers: 12.000 Scheidsrechter: Pál Hertzka (HUN) |
| 4 augustus Olympische Spelen Achtste finale № 127 «onderlinge duels» 17:30 uur (UTC+1) | Adolf Urban 16', 75', 54' Wilhelm Simetsreiter 32', 48', 74' Jupp Gauchel 49', 89' Franz Elbern 76' |       |           | Poststadion, Berlijn Toeschouwers: 12.000 Scheidsrechter: Pál Hertzka (HUN) |

|                                                                                     |           |                        |           |                                                                               |
| 7 augustus Olympische Spelen Kwartfinale № 128 «onderlinge duels» 17:30 uur (UTC+1) | Duitsland | 0 – 2                  | Noorwegen | Poststadion, Berlijn Toeschouwers: 35.000 Scheidsrechter: Arthur Barton (ENG) |
| 7 augustus Olympische Spelen Kwartfinale № 128 «onderlinge duels» 17:30 uur (UTC+1) |           | 7', 83' Magnar Isaksen |           | Poststadion, Berlijn Toeschouwers: 35.000 Scheidsrechter: Arthur Barton (ENG) |

|  |  |  |  |  |  |  |  |  |

|                                                                           |                   |       |                  |                                                                                           |
| 13 september Vriendschappelijk № 129 «onderlinge duels» 15:30 uur (UTC+1) | Polen             | 1 – 1 | Duitsland        | Wojska Polskiegostadion, Warschau Toeschouwers: 40.000 Scheidsrechter: Rudolf Eklöw (SWE) |
| 13 september Vriendschappelijk № 129 «onderlinge duels» 15:30 uur (UTC+1) | Gerard Wodarz 75' |       | 20' Karl Hohmann | Wojska Polskiegostadion, Warschau Toeschouwers: 40.000 Scheidsrechter: Rudolf Eklöw (SWE) |

|                                                                           |                                                                                          |       |                     |                                                                                         |
| 27 september Vriendschappelijk № 130 «onderlinge duels» 15:30 uur (UTC+1) | Duitsland                                                                                | 7 – 2 | Luxemburg           | Grotenburg-Stadion, Krefeld Toeschouwers: 18.000 Scheidsrechter: Joop van Moorsel (NED) |
| 27 september Vriendschappelijk № 130 «onderlinge duels» 15:30 uur (UTC+1) | Ernst Kuzorra 7', 79' Edmund Malecki 21' Ernst Poertgen 44', 51', 55' Walter Günther 71' |       | 10', 24' Gusty Kemp | Grotenburg-Stadion, Krefeld Toeschouwers: 18.000 Scheidsrechter: Joop van Moorsel (NED) |

|                                                                           |                    |       |                                    |                                                                              |
| 27 september Vriendschappelijk № 131 «onderlinge duels» 16:00 uur (UTC+1) | Tsjecho-Slowakije  | 1 – 2 | Duitsland                          | Strahovstadion, Praag Toeschouwers: 25.000 Scheidsrechter: Otto Olsson (SWE) |
| 27 september Vriendschappelijk № 131 «onderlinge duels» 16:00 uur (UTC+1) | Vratislav Čech 36' |       | 60' Franz Elbern 80' Otto Siffling | Strahovstadion, Praag Toeschouwers: 25.000 Scheidsrechter: Otto Olsson (SWE) |

|                                                                         |                        |       |           |                                                                                  |
| 14 oktober Vriendschappelijk № 132 «onderlinge duels» 16:00 uur (UTC+1) | Wales                  | 2 – 0 | Duitsland | Ibrox Stadium, Glasgow Toeschouwers: 50.000 Scheidsrechter: Harry Nattrass (ENG) |
| 14 oktober Vriendschappelijk № 132 «onderlinge duels» 16:00 uur (UTC+1) | Jimmy Delaney 66', 83' |       |           | Ibrox Stadium, Glasgow Toeschouwers: 50.000 Scheidsrechter: Harry Nattrass (ENG) |

|                                                                       |                                                                            |       |                                           |                                                                               |
| 17 oktober Vriendschappelijk № 133 «onderlinge duels» 15:00 uur (UTC) | Ierse Vrijstaat                                                            | 5 – 2 | Duitsland                                 | Dalymount Park, Dublin Toeschouwers: 28.000 Scheidsrechter: Willie Webb (SCO) |
| 17 oktober Vriendschappelijk № 133 «onderlinge duels» 15:00 uur (UTC) | Joey Donnelly 26' Tom Davis 35' (pen.) Mattie Geoghegan 59' Plev Ellis 71' |       | 26' Stanislaus Kobierski 32' Fritz Szepan | Dalymount Park, Dublin Toeschouwers: 28.000 Scheidsrechter: Willie Webb (SCO) |

|                                                                          |                        |       |                                       |                                                                                 |
| 15 november Vriendschappelijk № 134 «onderlinge duels» 14:30 uur (UTC+1) | Duitsland              | 2 – 2 | Italië                                | Olympiastadion, Berlijn Toeschouwers: 83.000 Scheidsrechter: Rudolf Eklöw (SWE) |
| 15 november Vriendschappelijk № 134 «onderlinge duels» 14:30 uur (UTC+1) | Otto Siffling 35', 40' |       | 2' Gino Colaussi 52' Giovanni Ferrari | Olympiastadion, Berlijn Toeschouwers: 83.000 Scheidsrechter: Rudolf Eklöw (SWE) |

### 1937
|                                                                         |                       |       |                              |                                                                                    |
| 31 januari Vriendschappelijk № 135 «onderlinge duels» 14:00 uur (UTC+1) | Duitsland             | 2 – 2 | Nederland                    | Rheinstadion, Düsseldorf Toeschouwers: 60.000 Scheidsrechter: Lucien Leclerq (FRA) |
| 31 januari Vriendschappelijk № 135 «onderlinge duels» 14:00 uur (UTC+1) | Ernst Lehner 25', 75' |       | 40', 89' Henk van Spaandonck | Rheinstadion, Düsseldorf Toeschouwers: 60.000 Scheidsrechter: Lucien Leclerq (FRA) |

|                                                                       |                                                       |       |           |                                                                                                 |
| 21 maart Vriendschappelijk № 136 «onderlinge duels» 15:00 uur (UTC+1) | Duitsland                                             | 4 – 0 | Frankrijk | Adolf Hitler Kampfbahn, Stuttgart Toeschouwers: 72.000 Scheidsrechter: Rinaldo Barlassina (ITA) |
| 21 maart Vriendschappelijk № 136 «onderlinge duels» 15:00 uur (UTC+1) | Ernst Lehner 26' Adolf Urban 31', 76' August Lenz 87' |       |           | Adolf Hitler Kampfbahn, Stuttgart Toeschouwers: 72.000 Scheidsrechter: Rinaldo Barlassina (ITA) |

|                                                                     |                                  |       |                                             |                                                                                      |
| 21 maart Vriendschappelijk № 137 «onderlinge duels» 15:00 uur (UTC) | Luxemburg                        | 2 – 3 | Duitsland                                   | Stade Municipal, Luxemburg Toeschouwers: 12.000 Scheidsrechter: Karl Wunderlin (SUI) |
| 21 maart Vriendschappelijk № 137 «onderlinge duels» 15:00 uur (UTC) | Oscar Stammet 72' Gusty Kemp 77' |       | 7' Ernst Poertgen 59', 68' Karl Striebinger | Stade Municipal, Luxemburg Toeschouwers: 12.000 Scheidsrechter: Karl Wunderlin (SUI) |

|                                                                       |                  |       |        |                                                                                        |
| 25 april Vriendschappelijk № 138 «onderlinge duels» 16:00 uur (UTC+1) | Duitsland        | 1 – 0 | België | Hindenburg Kampfbahn, Hannover Toeschouwers: 60.000 Scheidsrechter: Jimmy Jewell (ENG) |
| 25 april Vriendschappelijk № 138 «onderlinge duels» 16:00 uur (UTC+1) | Karl Hohmann 17' |       |        | Hindenburg Kampfbahn, Hannover Toeschouwers: 60.000 Scheidsrechter: Jimmy Jewell (ENG) |

|                                                                    |             |                     |           |                                                                         |
| 2 mei Vriendschappelijk № 139 «onderlinge duels» 15:00 uur (UTC+1) | Zwitserland | 0 – 1               | Duitsland | Hardturm, Zürich Toeschouwers: 33.000 Scheidsrechter: Louis Baert (BEL) |
| 2 mei Vriendschappelijk № 139 «onderlinge duels» 15:00 uur (UTC+1) |             | 67' Albin Kitzinger |           | Hardturm, Zürich Toeschouwers: 33.000 Scheidsrechter: Louis Baert (BEL) |

|                                                                     |                                                                                        |       |            |                                                                                        |
| 16 mei Vriendschappelijk № 140 «onderlinge duels» 16:00 uur (UTC+1) | Duitsland                                                                              | 8 – 0 | Denemarken | Hermann Göringstadion, Breslau Toeschouwers: 40.000 Scheidsrechter: Gustav Krist (TCH) |
| 16 mei Vriendschappelijk № 140 «onderlinge duels» 16:00 uur (UTC+1) | Ernst Lehner 8' Otto Siffling 32', 40', 44', 47', 65' Adolf Urban 71' Fritz Szepan 77' |       |            | Hermann Göringstadion, Breslau Toeschouwers: 40.000 Scheidsrechter: Gustav Krist (TCH) |

|                                                                      |                    |       |                                       |                                                                           |
| 25 juni Vriendschappelijk № 141 «onderlinge duels» 18:30 uur (UTC+2) | Letland            | 1 – 3 | Duitsland                             | ASK Stadions, Riga Toeschouwers: 8.000 Scheidsrechter: Gustav Krist (TCH) |
| 25 juni Vriendschappelijk № 141 «onderlinge duels» 18:30 uur (UTC+2) | Ērihs Raisters 15' |       | 10' Karl Hohmann 33', 59' Hans Berndt | ASK Stadions, Riga Toeschouwers: 8.000 Scheidsrechter: Gustav Krist (TCH) |

|                                                                         |         |                                 |           |                                                                                   |
| 29 juni WK 1938 kwalificatie № 142 «onderlinge duels» 19:00 uur (UTC+2) | Finland | 0 – 2                           | Duitsland | Töölön Pallokenttä, Helsinki Toeschouwers: 6.619 Scheidsrechter: Otto Remke (DEN) |
| 29 juni WK 1938 kwalificatie № 142 «onderlinge duels» 19:00 uur (UTC+2) |         | 6' Ernst Lehner 60' Adolf Urban |           | Töölön Pallokenttä, Helsinki Toeschouwers: 6.619 Scheidsrechter: Otto Remke (DEN) |

|                                                                             |                                                                     |       |                     |                                                                                             |
| 29 augustus WK 1938 kwalificatie № 143 «onderlinge duels» 16:00 uur (UTC+1) | Duitsland                                                           | 4 – 1 | Estland             | Horst Wessel Stadion, Kaliningrad Toeschouwers: 18.000 Scheidsrechter: Bruno Pfützner (TCH) |
| 29 augustus WK 1938 kwalificatie № 143 «onderlinge duels» 16:00 uur (UTC+1) | Ernst Lehner 51' Jupp Gauchel 52' Ernst Lehner 65' Jupp Gauchel 86' |       | 34' Georg Siimenson | Horst Wessel Stadion, Kaliningrad Toeschouwers: 18.000 Scheidsrechter: Bruno Pfützner (TCH) |

|                                                                         |                             |       |           |                                                                                |
| 24 oktober Vriendschappelijk № 144 «onderlinge duels» 15:00 uur (UTC+1) | Duitsland                   | 3 – 0 | Noorwegen | Olympiastadion, Berlijn Toeschouwers: 95.000 Scheidsrechter: Percy Snape (ENG) |
| 24 oktober Vriendschappelijk № 144 «onderlinge duels» 15:00 uur (UTC+1) | Otto Siffling 19', 29', 67' |       |           | Olympiastadion, Berlijn Toeschouwers: 95.000 Scheidsrechter: Percy Snape (ENG) |

|                                                                             |                                                             |       |        |                                                                                     |
| 21 november WK 1938 kwalificatie № 145 «onderlinge duels» 14:15 uur (UTC+1) | Duitsland                                                   | 5 – 0 | Zweden | Volksparkstadion, Hamburg Toeschouwers: 50.050 Scheidsrechter: Bruno Pfützner (TCH) |
| 21 november WK 1938 kwalificatie № 145 «onderlinge duels» 14:15 uur (UTC+1) | Otto Siffling 4', 58' Fritz Szepan 7' Helmut Schön 49', 62' |       |        | Volksparkstadion, Hamburg Toeschouwers: 50.050 Scheidsrechter: Bruno Pfützner (TCH) |

### 1938
|                                                                         |                  |       |                  |                                                                                      |
| 6 februari Vriendschappelijk № 146 «onderlinge duels» 14:30 uur (UTC+1) | Duitsland        | 1 – 1 | Zwitserland      | Müngersdorfer Stadion, Keulen Toeschouwers: 78.000 Scheidsrechter: George Rudd (ENG) |
| 6 februari Vriendschappelijk № 146 «onderlinge duels» 14:30 uur (UTC+1) | Fritz Szepan 74' |       | 38' Georges Aeby | Müngersdorfer Stadion, Keulen Toeschouwers: 78.000 Scheidsrechter: George Rudd (ENG) |

|                                                                       |                   |       |                |                                                                                               |
| 20 maart Vriendschappelijk № 147 «onderlinge duels» 14:30 uur (UTC+1) | Duitsland         | 1 – 1 | Hongarije      | Stadion der Hitlerjugend, Neurenberg Toeschouwers: 53.000 Scheidsrechter: John Langenus (BEL) |
| 20 maart Vriendschappelijk № 147 «onderlinge duels» 14:30 uur (UTC+1) | Otto Siffling 29' |       | 49' Géza Toldi | Stadion der Hitlerjugend, Neurenberg Toeschouwers: 53.000 Scheidsrechter: John Langenus (BEL) |

|                                                                       |                                  |       |                   |                                                                                    |
| 20 maart Vriendschappelijk № 148 «onderlinge duels» 15:00 uur (UTC+1) | Duitsland                        | 2 – 1 | Luxemburg         | Stadion am Zoo, Wuppertal Toeschouwers: 20.000 Scheidsrechter: Hans Wüthrich (SUI) |
| 20 maart Vriendschappelijk № 148 «onderlinge duels» 15:00 uur (UTC+1) | Jupp Gauchel 6' Jupp Gauchel 75' |       | 73' Camille Libar | Stadion am Zoo, Wuppertal Toeschouwers: 20.000 Scheidsrechter: Hans Wüthrich (SUI) |

|                                                                       |                   |       |           |                                                                                              |
| 24 april Vriendschappelijk № 149 «onderlinge duels» 15:00 uur (UTC+1) | Duitsland         | 1 – 1 | Portugal  | Waldstadion, Frankfurt am Main Toeschouwers: 54.000 Scheidsrechter: Rinaldo Barlassina (ITA) |
| 24 april Vriendschappelijk № 149 «onderlinge duels» 15:00 uur (UTC+1) | Otto Siffling 75' |       | 18' Pinga | Waldstadion, Frankfurt am Main Toeschouwers: 54.000 Scheidsrechter: Rinaldo Barlassina (ITA) |

|                                                                     |                                                      |       |                                                                                                 |                                                                                   |
| 14 mei Vriendschappelijk № 150 «onderlinge duels» 17:00 uur (UTC+1) | Duitsland                                            | 3 – 6 | Engeland                                                                                        | Olympiastadion, Berlijn Toeschouwers: 105.000 Scheidsrechter: John Langenus (BEL) |
| 14 mei Vriendschappelijk № 150 «onderlinge duels» 17:00 uur (UTC+1) | Rudolf Gellesch 20' Jupp Gauchel 44' Len Goulden 85' |       | 15' Cliff Bastin 26', 49' Jackie Robinson 29' Frank Broome 42' Stanley Matthews 77' Hans Pesser | Olympiastadion, Berlijn Toeschouwers: 105.000 Scheidsrechter: John Langenus (BEL) |

| Wereldkampioenschap voetbal 1938 |
| -------------------------------- |

|                                                                        |                    |              |                  |                                                                                   |
| 4 juni WK 1938 Eerste ronde № 151 «onderlinge duels» 17:00 uur (UTC+1) | Zwitserland        | 1 – 1 (n.v.) | Duitsland        | Parc des Princes, Parijs Toeschouwers: 27.000 Scheidsrechter: John Langenus (BEL) |
| 4 juni WK 1938 Eerste ronde № 151 «onderlinge duels» 17:00 uur (UTC+1) | André Abegglen 43' |              | 23' Jupp Gauchel | Parc des Princes, Parijs Toeschouwers: 27.000 Scheidsrechter: John Langenus (BEL) |

|                                                                                 |                                                               |       |                                               |                                                                                 |
| 9 juni WK 1938 Eerste ronde (replay) № 152 «onderlinge duels» 18:00 uur (UTC+1) | Zwitserland                                                   | 4 – 2 | Duitsland                                     | Parc des Princes, Parijs Toeschouwers: 20.000 Scheidsrechter: Ivan Eklind (SWE) |
| 9 juni WK 1938 Eerste ronde (replay) № 152 «onderlinge duels» 18:00 uur (UTC+1) | Genia Walaschek 42' Alfred Bickel 65' André Abegglen 76' (79) |       | 9' Willi Hahnemann 22' (e.d.) Ernst Lörtscher | Parc des Princes, Parijs Toeschouwers: 20.000 Scheidsrechter: Ivan Eklind (SWE) |

|  |  |  |  |  |  |  |  |  |

|                                                                           |                                             |       |                    |                                                                                 |
| 18 september Vriendschappelijk № 153 «onderlinge duels» 15:00 uur (UTC+1) | Duitsland                                   | 4 – 1 | Polen              | Großkampfbahn, Chemnitz Toeschouwers: 5.000 Scheidsrechter: Hans Wüthrich (SUI) |
| 18 september Vriendschappelijk № 153 «onderlinge duels» 15:00 uur (UTC+1) | Jupp Gauchel 35', 59', 62' Helmut Schön 52' |       | 49' Teodor Peterek | Großkampfbahn, Chemnitz Toeschouwers: 5.000 Scheidsrechter: Hans Wüthrich (SUI) |

|                                                                           |                 |       |                                                                           | |
| 25 september Vriendschappelijk № 154 «onderlinge duels» 16:00 uur (UTC+3) | Roemenië        | 1 – 4 | Duitsland                                                                 | Stadionul Oficiul Național de Educație Fizică, Boekarest Toeschouwers: 32.000 Scheidsrechter: Mika Popović (YUG) |
| 25 september Vriendschappelijk № 154 «onderlinge duels» 16:00 uur (UTC+3) | Cornel Orza 81' |       | 13' Helmut Schön 51' Josef Stroh 55' (e.d.) Gheorghe Albu 76' Hans Pesser | Stadionul Oficiul Național de Educație Fizică, Boekarest Toeschouwers: 32.000 Scheidsrechter: Mika Popović (YUG) |

### 1939
|                                                                       |                          |       |                                                                          |                                                                               |
| 29 januari Vriendschappelijk № 155 «onderlinge duels» 14:30 uur (UTC) | België                   | 1 – 4 | Duitsland                                                                | Jubelstadion, Brussel Toeschouwers: 35.425 Scheidsrechter: Rudolf Eklöw (SWE) |
| 29 januari Vriendschappelijk № 155 «onderlinge duels» 14:30 uur (UTC) | Emile Stijnen 43' (pen.) |       | 12' Franz Binder 18' Helmut Schön 65' Ernst Lehner 90' Wilhelm Hahnemann | Jubelstadion, Brussel Toeschouwers: 35.425 Scheidsrechter: Rudolf Eklöw (SWE) |

|                                                                          |                                                 |       |                                               |                                                                                      |
| 26 februari Vriendschappelijk № 156 «onderlinge duels» 15:00 uur (UTC+1) | Duitsland                                       | 3 – 2 | Joegoslavië                                   | Olympiastadion, Berlijn Toeschouwers: 65.000 Scheidsrechter: Andrzej Rutkowski (POL) |
| 26 februari Vriendschappelijk № 156 «onderlinge duels» 15:00 uur (UTC+1) | Adolf Urban 36' Paul Janes 57' Hans Biallas 71' |       | 27' Aleksandar Petrović 38' (e.d.) Hans Klodt | Olympiastadion, Berlijn Toeschouwers: 65.000 Scheidsrechter: Andrzej Rutkowski (POL) |

|                                                                       |                                                     |       |                                      | |
| 26 maart Vriendschappelijk № 157 «onderlinge duels» 15:00 uur (UTC+1) | Italië                                              | 3 – 2 | Duitsland                            | gemeentelijk stadion Giovanni Berta, Florence Toeschouwers: 25.000 Scheidsrechter: Louis Baert (BEL) |
| 26 maart Vriendschappelijk № 157 «onderlinge duels» 15:00 uur (UTC+1) | Silvio Piola 9' Amedeo Biavati 35' Silvio Piola 48' |       | 28' Wilhelm Hahnemann 80' Paul Janes | gemeentelijk stadion Giovanni Berta, Florence Toeschouwers: 25.000 Scheidsrechter: Louis Baert (BEL) |

|                                                                       |                    |       |               |                                                                                            |
| 26 maart Vriendschappelijk № 158 «onderlinge duels» 15:00 uur (UTC+1) | Luxemburg          | 2 – 1 | Duitsland     | Stade du Thillenberg, Luxemburg Toeschouwers: 4.100 Scheidsrechter: Raymond Charlier (BEL) |
| 26 maart Vriendschappelijk № 158 «onderlinge duels» 15:00 uur (UTC+1) | Léon Mart 20', 87' |       | 1' Erich Häne | Stade du Thillenberg, Luxemburg Toeschouwers: 4.100 Scheidsrechter: Raymond Charlier (BEL) |

|                                                                     |                  |       |                    |                                                                            |
| 23 mei Vriendschappelijk № 159 «onderlinge duels» 18:00 uur (UTC+1) | Duitsland        | 1 – 1 | Ierland            | Weserstadion, Bremen Toeschouwers: 35.000 Scheidsrechter: Otto Remke (DEN) |
| 23 mei Vriendschappelijk № 159 «onderlinge duels» 18:00 uur (UTC+1) | Helmut Schön 39' |       | 68' Paddy Bradshaw | Weserstadion, Bremen Toeschouwers: 35.000 Scheidsrechter: Otto Remke (DEN) |

|                                                                      |           |                                                      |           |                                                                              |
| 22 juni Vriendschappelijk № 160 «onderlinge duels» 19:15 uur (UTC+1) | Noorwegen | 0 – 4                                                | Duitsland | Ullevaalstadion, Oslo Toeschouwers: 29.100 Scheidsrechter: Ivan Eklind (SWE) |
| 22 juni Vriendschappelijk № 160 «onderlinge duels» 19:15 uur (UTC+1) |           | 14' Adolf Urban 57' Paul Janes 59', 70' Helmut Schön |           | Ullevaalstadion, Oslo Toeschouwers: 29.100 Scheidsrechter: Ivan Eklind (SWE) |

|                                                                      |            |                                  |           | |
| 25 juni Vriendschappelijk № 161 «onderlinge duels» 13:30 uur (UTC+1) | Denemarken | 0 – 2                            | Duitsland | Københavns Idrætspark, Kopenhagen Toeschouwers: 30.000 Scheidsrechter: Reidar Randers Johansen (NOR) |
| 25 juni Vriendschappelijk № 161 «onderlinge duels» 13:30 uur (UTC+1) |            | 8' Jupp Gauchel 76' Edmund Conen |           | Københavns Idrætspark, Kopenhagen Toeschouwers: 30.000 Scheidsrechter: Reidar Randers Johansen (NOR) |

|                                                                      |         |                                          |           |                                                                                   |
| 29 juni Vriendschappelijk № 162 «onderlinge duels» 19:00 uur (UTC+2) | Estland | 0 – 2                                    | Duitsland | Kadriorustadion, Tallinn Toeschouwers: 9.000 Scheidsrechter: Arvīds Jurgens (LAT) |
| 29 juni Vriendschappelijk № 162 «onderlinge duels» 19:00 uur (UTC+2) |         | 46' Ernst Lehner 56' Reinhard Schaletzki |           | Kadriorustadion, Tallinn Toeschouwers: 9.000 Scheidsrechter: Arvīds Jurgens (LAT) |

|                                                                          |                                |       |           |                                                                                  |
| 27 augustus Vriendschappelijk № 163 «onderlinge duels» 16:15 uur (UTC+1) | Slowakije                      | 2 – 0 | Duitsland | Stadion Š.K., Bratislava Toeschouwers: 10.000 Scheidsrechter: Mika Popović (YUG) |
| 27 augustus Vriendschappelijk № 163 «onderlinge duels» 16:15 uur (UTC+1) | Ján Arpáš 21' Jozef Luknár 78' |       |           | Stadion Š.K., Bratislava Toeschouwers: 10.000 Scheidsrechter: Mika Popović (YUG) |

|                                                                           |                                                                 |       |                  |                                                                                 |
| 24 september Vriendschappelijk № 164 «onderlinge duels» 15:30 uur (UTC+1) | Hongarije                                                       | 5 – 1 | Duitsland        | Üllői út, Boedapest Toeschouwers: 25.000 Scheidsrechter: Generoso Dattilo (ITA) |
| 24 september Vriendschappelijk № 164 «onderlinge duels» 15:30 uur (UTC+1) | Mihály Kincses 5' Gyula Zsengellér 8', 51', 73' János Dudás 79' |       | 38' Ernst Lehner | Üllői út, Boedapest Toeschouwers: 25.000 Scheidsrechter: Generoso Dattilo (ITA) |

|                                                                         |                      |       |                                                 |                                                                                       |
| 15 oktober Vriendschappelijk № 165 «onderlinge duels» 15:00 uur (UTC+1) | Joegoslavië          | 1 – 5 | Duitsland                                       | Tratinska cesta, Zagreb Toeschouwers: 18.000 Scheidsrechter: Rinaldo Barlassina (ITA) |
| 15 oktober Vriendschappelijk № 165 «onderlinge duels» 15:00 uur (UTC+1) | Milan Antolković 87' |       | 9', 66', 72' Helmut Schön 63', 78' Fritz Szepan | Tratinska cesta, Zagreb Toeschouwers: 18.000 Scheidsrechter: Rinaldo Barlassina (ITA) |

|                                                       |                     |       |                                  |                                                                                 |
| 22 oktober Vriendschappelijk № 166 «onderlinge duels» | Bulgarije           | 1 – 2 | Duitsland                        | Joenakstadion, Sofia Toeschouwers: 15.000 Scheidsrechter: Vasa Stefanović (YUG) |
| 22 oktober Vriendschappelijk № 166 «onderlinge duels» | Vuchko Yordanov 72' |       | 21' Adolf Urban 39' Edmund Conen | Joenakstadion, Sofia Toeschouwers: 15.000 Scheidsrechter: Vasa Stefanović (YUG) |

|                                                                          |                                                  |       |                                         |                                                                                        |
| 12 november Vriendschappelijk № 167 «onderlinge duels» 14:00 uur (UTC+1) | Duitsland                                        | 4 – 4 | Bohemen en Moravië                      | Hermann Göringstadion, Wrocław Toeschouwers: 35.000 Scheidsrechter: Mika Popović (YUG) |
| 12 november Vriendschappelijk № 167 «onderlinge duels» 14:00 uur (UTC+1) | Franz Binder 30', 35', 53' Paul Janes 85' (pen.) |       | 6', 13', 40' Josef Bican 8' Antonín Puč | Hermann Göringstadion, Wrocław Toeschouwers: 35.000 Scheidsrechter: Mika Popović (YUG) |

|                                                                          |                                                                     |       |                                             |                                                                                   |
| 26 november Vriendschappelijk № 168 «onderlinge duels» 14:00 uur (UTC+1) | Duitsland                                                           | 5 – 2 | Italië                                      | Olympiastadion, Berlijn Toeschouwers: 70.000 Scheidsrechter: Pedro Escartín (ESP) |
| 26 november Vriendschappelijk № 168 «onderlinge duels» 14:00 uur (UTC+1) | Franz Binder 21', 36', 85' (pen.) Ernst Lehner 67' Edmund Conen 70' |       | 15' Giacomo Neri 27' (pen.) Attilio Demaría | Olympiastadion, Berlijn Toeschouwers: 70.000 Scheidsrechter: Pedro Escartín (ESP) |

|                                                                         |                                                     |       |                  |                                                                               |
| 3 december Vriendschappelijk № 169 «onderlinge duels» 14:00 uur (UTC+1) | Duitsland                                           | 3 – 1 | Slowakije        | Großkampfbahn, Chemnitz Toeschouwers: 30.000 Scheidsrechter: Otto Remke (DEN) |
| 3 december Vriendschappelijk № 169 «onderlinge duels» 14:00 uur (UTC+1) | Hans Fiederer 65' Helmut Schön 66' Ernst Lehner 79' |       | 63' Jozef Luknár | Großkampfbahn, Chemnitz Toeschouwers: 30.000 Scheidsrechter: Otto Remke (DEN) |

DFB · A-internationals · Bondscoaches · Duits vrouwenelftal · Olympisch elftal · Duitsland U21 · Duitsland U20 · Duitsland U19 · Duitsland U18 · Duitsland U17 · Duitsland U16 · Vrouwen U17
1905 – 1919 · 
1920 – 1929 · 
1930 – 1939 · 
1940 – 1949 · 
1950 – 1959 · 
1960 – 1969 · 
1970 – 1979 · 
1980 – 1989 · 
1990 – 1999 · 
2000 – 2009 · 
2010 – 2019 · 
2020 – 2029
EK's: 1972 · 
1976 · 
1980 · 
1984 · 
1988 · 
1992 · 
1996 · 
2000 · 
2004 · 
2008 · 
2012 · 
2016 · 
2020 · 
2024
CC: 1999 · 
2005 · 
2017
WK's: 1934 ·
1938 · 
1954 · 
1958 · 
1962 · 
1966 · 
1970 · 
1974 · 
1978 · 
1982 · 
1986 · 
1990 · 
1994 · 
1998 · 
2002 · 
2006 · 
2010 · 
2014 · 
2018 · 
2022
OS: 1912 ·
1928 ·
1936 ·
2016 ·
2020
Albanië ·
Algerije ·
Argentinië ·
Armenië ·
Australië ·
Azerbeidzjan ·
België ·
Bohemen en Moravië ·
Bolivia ·
Bosnië en Herzegovina ·
Brazilië ·
Bulgarije ·
Canada ·
Chili ·
China ·
Colombia ·
Costa Rica ·
Cyprus ·
DDR ·
Denemarken ·
Ecuador ·
Egypte ·
Engeland ·
Estland ·
Faeröer ·
Finland ·
Frankrijk ·
Georgië ·
Ghana ·
Gibraltar ·
GOS ·
Griekenland ·
Hongarije ·
Ierland ·
IJsland ·
Iran ·
Israël ·
Italië ·
Ivoorkust ·
Japan ·
Joegoslavië ·
Kameroen ·
Kazachstan ·
Koeweit ·
Kroatië ·
Letland ·
Liechtenstein ·
Litouwen ·
Luxemburg ·
Malta ·
Marokko ·
Mexico ·
Moldavië ·
Nederland ·
Nieuw-Zeeland ·
Nigeria ·
Noord-Ierland ·
Noord-Macedonië ·
Noorwegen ·
Oekraïne ·
Oman ·
Oostenrijk ·
Paraguay ·
Peru ·
Polen ·
Portugal ·
Roemenië ·
Rusland ·
Saarland ·
San Marino ·
Saoedi-Arabië ·
Schotland ·
Servië ·
Servië en Montenegro · 
Slovenië ·
Slowakije ·
Sovjet-Unie ·
Spanje ·
Thailand ·
Tsjechië ·
Tsjecho-Slowakije ·
Tunesië ·
Turkije ·
Uruguay ·
Verenigde Arabische Emiraten ·
Verenigde Staten ·
Wales ·
Wit-Rusland ·
Zuid-Afrika ·
Zuid-Korea ·
Zweden ·
Zwitserland
Algerije (1982) · 
Algerije (2014) · 
Argentinië (1986) ·
Argentinië (1990) ·
Argentinië (2006) ·
Argentinië (2014) · 
Australië (2010) ·
België (1980) · 
Brazilië (2002) ·
Brazilië (2014) · 
Chili (1982) ·
Costa Rica (2006) ·
Denemarken (1992) ·
Denemarken (2012) · 
Ecuador (2006) ·
Engeland (1966) ·
Engeland (1982) ·
Engeland (2010) ·
Engeland (2021) ·
Frankrijk (2014) · 
Frankrijk (2021) · 
Ghana (2014) ·
Griekenland (2012) · 
Hongarije (1954, 2) ·
Hongarije (2021) ·
Italië (1982) ·
Italië (2006) ·
Italië (2012) · 
Japan (2022) · 
Kroatië (2008) ·
Mexico (2018) ·
Nederland (1974) ·
Nederland (2012) ·
Oekraïne (2016) ·
Oostenrijk (1982) ·
Oostenrijk (2008) ·
Polen (2006) ·
Polen (2008) ·
Polen (2016) ·
Portugal (2006) ·
Portugal (2008) ·
Portugal (2012) ·
Portugal (2014) ·
Portugal (2021) ·
Servië (2010) ·
Sovjet-Unie (1972) · 
Spanje (1982) ·
Spanje (2008) ·
Spanje (2022) ·
Tsjechië (1996, 2) · 
Tsjecho-Slowakije (1976) ·
Turkije (2008) ·
Verenigde Staten (2014) ·
Zuid-Korea (2018) ·
Zweden (2006)
België · Bulgarije · Denemarken · Duitsland · Engeland · Estland · Finland · Frankrijk · Griekenland · Hongarije · Ierland · Israël · Italië · Joegoslavië · Letland · Litouwen · Luxemburg · Nederland · Noord-Ierland · Noorwegen · Oostenrijk · Polen · Portugal · Roemenië · Schotland · Spanje · Tsjecho-Slowakije · Turkije · Wales · Zweden · Zwitserland